# Lycée Benjamin-Franklin d'Orléans
Le lycée Benjamin-Franklin est un établissement d'enseignement secondaire et supérieur français de l'académie d'Orléans-Tours situé dans le centre-ville d'Orléans, le département du Loiret et la région Centre-Val de Loire. Localement, le lycée est souvent nommé Benjam'.
L'établissement est l'un des seize lycées de la Métropole d'Orléans, il tient son nom de l'écrivain, physicien et diplomate américain Benjamin Franklin (1706-1790).
Les effectifs du lycée se partagent entre les classes de préparation au baccalauréat, les classes préparatoires aux grandes écoles, les classes menant au brevet de technicien supérieur, les classes de diplôme de comptabilité et de gestion et la licence pro. Au niveau master, le diplôme supérieur de comptabilité et de gestion est ouvert dans ce lycée.

## Historique
L'origine du lycée se trouve dans l’école primaire supérieure d’Orléans de la rue du Bourdon-Blanc, fondée en 1834 et ouverte le 5 janvier 1835,.
Devenue école municipale supérieure préparatoire à l’industrie au commerce et à l'agriculture, l'institution s'installe dans de nouveaux locaux sur la place Sainte-Croix en 1867.
Son nom évolue encore en 1882 et devient école municipale d’Orléans.
L'établissement est à nouveau délocalisé en 1885 et s'installe rue des Turcies.
Le 28 janvier 1909, le nom de Benjamin Franklin est associé à l'établissement. L'appellation continue néanmoins d'évoluer, elle devient collège moderne et technique en 1943 puis, après la Seconde Guerre mondiale, collège communal de garçons en 1947.
En 1950, un nouveau déménagement s'opère vers le site occupé actuellement par le lycée en lieu et place de l'ancienne caserne Châtillon.
Évolution des effectifs
La baisse constante du nombre d'élèves scolarisés dans l'établissement observée entre 2003 et 2010 a été stoppée à la rentrée scolaire 2011.

## Installations
Les bâtiments constituant le lycée sont la propriété de la région Centre-Val de Loire.

## Formations

### Préparation au baccalauréat
Le lycée prépare à trois séries du baccalauréat : 
- baccalauréat général avec 11 enseignements de spécialités ;
- Sciences et technologies de la gestion (STMG) ;
- Sciences et technologies de l’industrie et du développement durable (STI2D) avec trois enseignement spécifiques en terminale : innovation technologique et éco-conception (ITEC), énergie et environnement (EE), systèmes d'information et numérique (SIN) ;
- Professionnel : Technicien en Réalisation de Produits Mécaniques (TRPM), Modélisation et Prototypage 3D (MP3D) et Métiers de l'Électricité et de leurs Environnements Connectés (MELEEC).

À la rentrée scolaire 2019, le lycée comptait respectivement 379, 396 et 401 élèves en classes de seconde, première et terminale ainsi que 220 élèves dans la filière professionnelle.

### Préparation au brevet de technicien supérieur
L'établissement héberge également des classes menant à cinq BTS : Comptabilité Gestion (CG), Services Informatiques aux Organisations (SIO), Électrotechnique, Conception de processus et Réalisation de Produits (CPRP option b, production sérielle), Conception de Produits Industriels (CPI avec option Design).
À la rentrée scolaire 2019, le lycée comptait 279 étudiants en formation initiale dans ses 12 classes de BTS, ainsi que 56 apprentis en BTS électrotechnique par apprentissage.

### Diplôme de comptabilité et de gestion
L'établissement offre la possibilité de préparer le diplôme de comptabilité et de gestion (DCG) sur trois années, en formation initiale.
À la rentrée scolaire 2011, le lycée comptait 100 étudiants répartis sur les trois années de formation.
Au-delà des trois années, l'étudiant peut poursuivre sa formation comptable au niveau master. En effet, le lycée Benjamin-Franklin offre la possibilité de préparer le diplôme supérieur de comptabilité et de gestion (DSCG).

### Licence professionnelle
Le lycée propose deux licences professionnelles : Maîtrise de l’énergie, électricité, développement durable (ENERGIE) et Conception et Amélioration des Processus et Procédés Industriels (CAPPI) par alternance. Elles sont proposées par le conservatoire national des arts et métiers (CNAM) en partenariat avec le Greta Loiret Centre (groupement d'établissements) et le centre de formation continue Sainte-Croix-Saint-Euverte.

### Classes préparatoires aux grandes écoles
Le lycée Benjamin-Franklin accueille deux classes préparatoires aux grandes écoles (CPGE) dans les filières physique, technologie et sciences de l’ingénieur (PT) et technologie et sciences industrielles (TSI).
Le classement national des CPGE s'établit en fonction du taux d'admission des élèves dans les grandes écoles. 
En 2015, L'Étudiant donnait le classement suivant pour les concours de 2014 :
| Filière | Élèves admis dans une grande école* | Taux d'admission* | Taux moyen sur 5 ans | Classement national | Évolution sur un an |
| --- | ----------------------------------- | ----------------- | -------------------- | ------------------- | ------------------- |
| PT / PT* | 4 / 29 élèves                       | 14 %              | 20 %                 | 39e sur 62          | 17                  |
| Source : Classement 2015 des prépas - L'Étudiant (Concours de 2014). * le taux d'admission dépend des grandes écoles retenues par l'étude. En filières scientifiques, c'est un panier de 11 à 17 écoles d'ingénieurs qui a été retenu par L'Étudiant selon la filière (MP, PC, PSI, PT ou BCPST). |                                     |                   |                      |                     |                     |

Depuis la rentrée 2018, le lycée Benjamin-Franklin propose une classe préparatoire technologie et sciences industrielles (TSI) destinées aux bacheliers STI2D et STL.

### Diplôme supérieur de comptabilité et de gestion
Depuis la rentrée 2009, le lycée offre la possibilité de se préparer par contrat de professionnalisation au diplôme supérieur de comptabilité et de gestion. Sur une semaine type, cette formation se déroulent en moyenne 3 jours en entreprise/cabinet et 2 jours en cours au lycée. Cette formation s'effectue conjointement avec le GRETA du Loiret.

## Indicateurs de résultats

### Baccalauréat
Le lycée se classe 17e sur 18 au niveau départemental quant à la qualité d'enseignement, et 2143e au niveau national. Le classement s'établit sur trois critères : le taux de réussite au bac, la proportion d'élèves de première qui obtient le baccalauréat en ayant fait les deux dernières années de leur scolarité dans l'établissement, et la valeur ajoutée (calculée à partir de l'origine sociale des élèves, de leur âge et de leurs résultats au diplôme national du brevet).

## Personnalités
- Charles Péguy (1873-1914), écrivain, poète et essayiste français, y a été élève.